# Venskab med fryns
Venskab med fryns (originaltitel: No Strings Attached) er en amerikansk komediefilm fra 2011 instrueret af Ivan Reitman og med Natalie Portman og Ashton Kutcher i hovedrollerne.

## Medvirkende
- Natalie Portman som Dr. Emma K. Kurtzman
- Ashton Kutcher som Adam Franklin
- Cary Elwes som Dr. Metzner, Emmas chef
- Kevin Kline som Alvin Franklin, Adams far